# Euphorbia spectabilis
Euphorbia spectabilis är en törelväxtart som först beskrevs av Susan Carter, och fick sitt nu gällande namn av Peter Vincent Bruyns. Euphorbia spectabilis ingår i släktet törlar, och familjen törelväxter.
Artens utbredningsområde är Tanzania. Inga underarter finns listade i Catalogue of Life.

## Bildgalleri

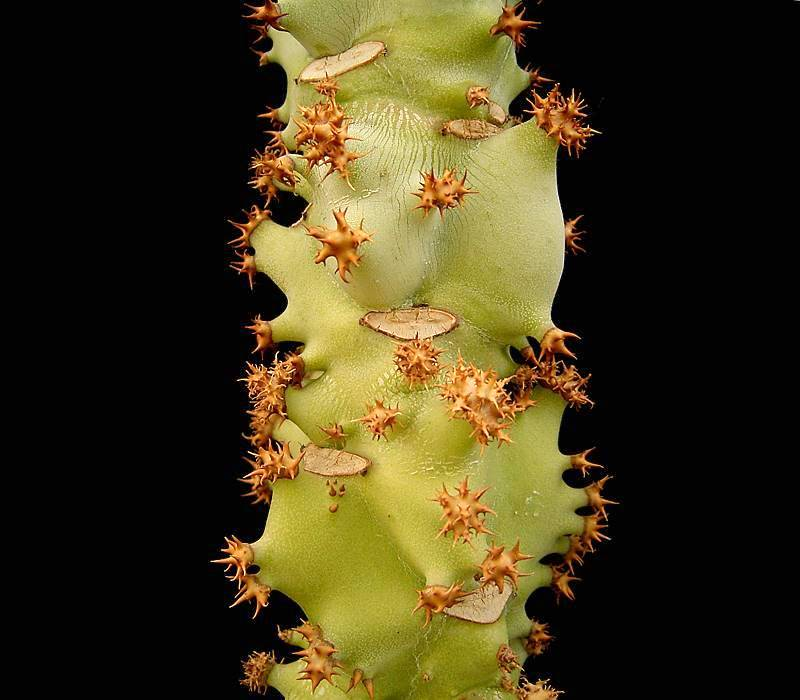
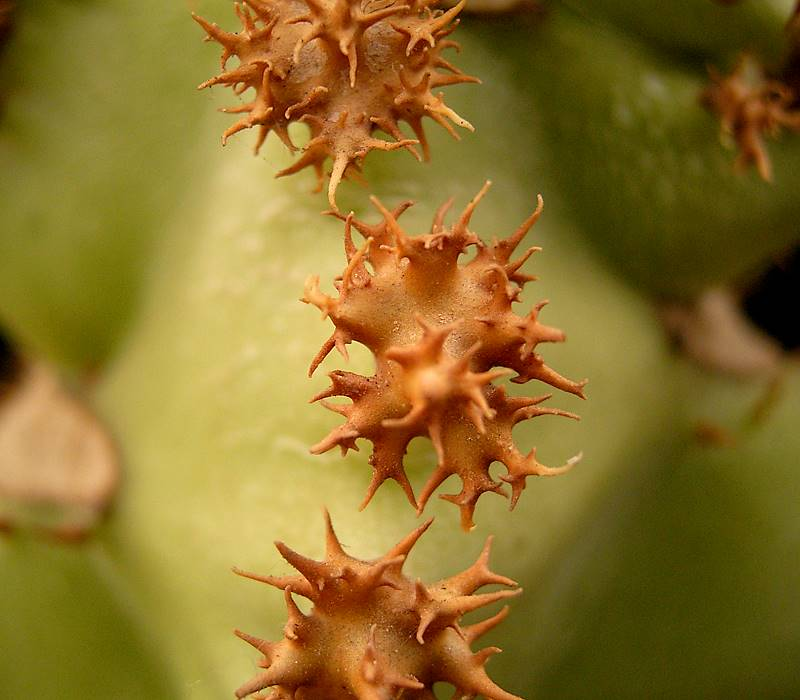
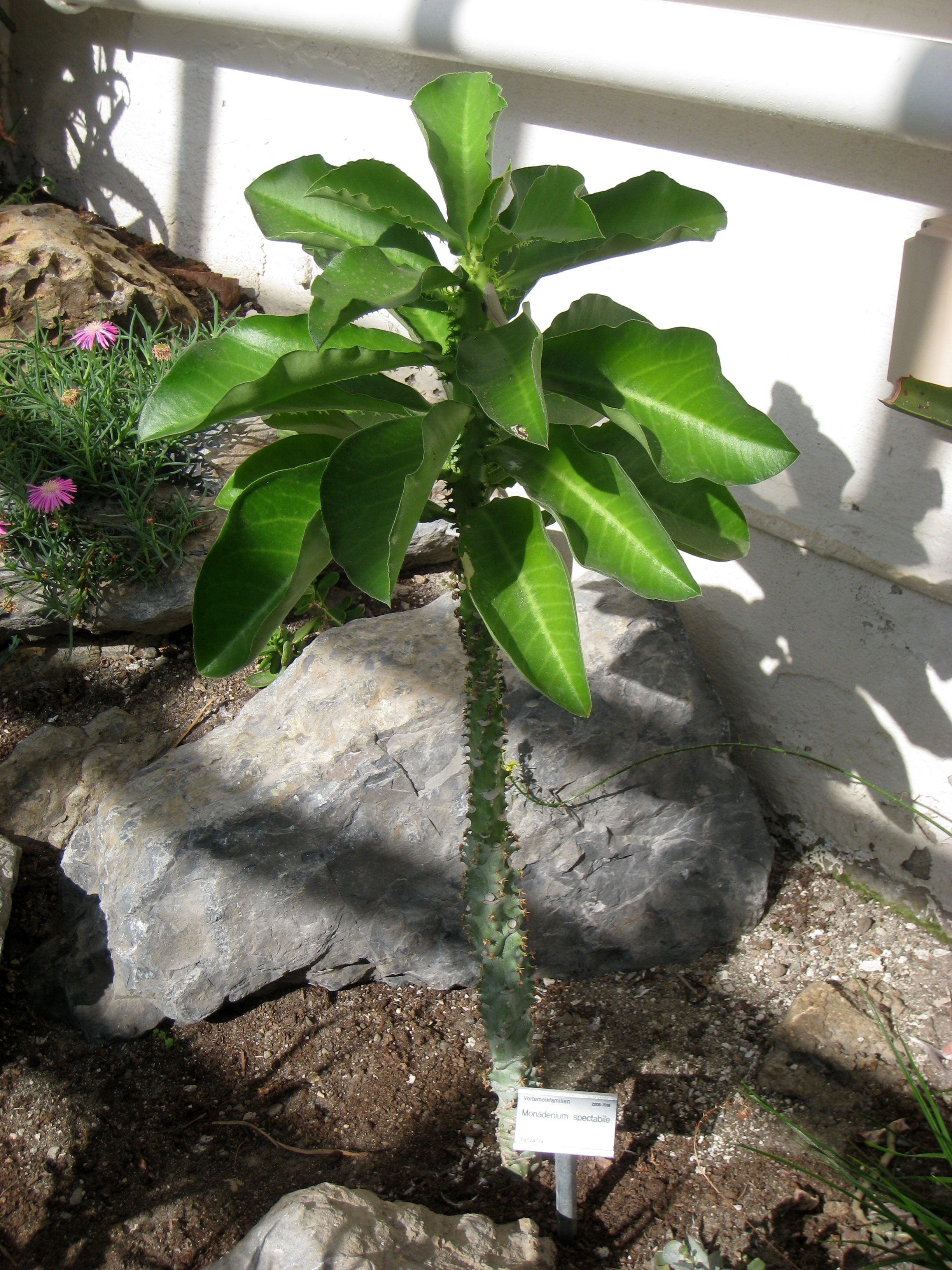